# Своге
Своге (Свође, Своџе) град је у Републици Бугарској, у западном делу земље, седиште истоимене општине Своге у оквиру Софијске области.

## Географија
Положај: Своге се налази у западном делу Бугарске. Од престонице Софије град је удаљен 40 km северно.
Рељеф: Област Свога се налази у клисури реке Искар, у оквиру планинског ланца Старе Планине, тачније испод планине Било. Сам град је на приближно 470 m надморске висине.
Клима: Због знатне надморске висине клима у Свогу је оштрији облик конитненталне климе са планинским утицајима.
Воде: Кроз Своге протиче река Искар, која у овом делу тока прави велику клисуру. Постоје и мањи водотоци у окружењу.

## Историја
Област Свога је првобитно било насељено Трачанима, а после њих овом облашћу владају стари Рим и Византија. Јужни Словени ово подручје насељавају у 7. веку. Од 9. века до 1373. г. област је била у саставу средњовековне Бугарске.
Крајем 14. века област Свога је пала под власт Османлија, који владају облашћу 5 векова.
Иако су мештани из области градића Своге слали посланства са жељама да се присаједине Кнежевини Србији 1878. г. град је постао део савремене бугарске државе. Насеље постоје убрзо средиште окупљања за села у околини, са више јавних установа и трговиштем. Насеље је добило градска права 1965. године.

## Становништво
По проценама из 2010. г. Своге је имало око 4.500 ст. Огромна већина градског становништва су етнички Бугари. Остатак су махом Роми. Последњих деценија град има пад становништва због слабе економије и опште кризе у друштву.
Претежан вероисповест месног становништва је православна.

## Галерија
- Православна Црква св. Петра и Павла у Свогу
- Своге — здање дома културе
- Железничка станица у Свогу
- Градска пошта